# Castor (Luisiana)
Castor é uma vila localizada no estado americano de Luisiana, na Paróquia de Bienville.

## Demografia
Segundo o censo americano de 2000, a sua população era de 209 habitantes.
Em 2006, foi estimada uma população de 212, um aumento de 3 (1.4%).

## Geografia
De acordo com o United States Census Bureau tem uma área de
3,1 km², dos quais 3,1 km² cobertos por terra e 0,0 km² cobertos por água.

## Localidades na vizinhança
O diagrama seguinte representa as localidades num raio de 16 km ao redor de Castor.